# Thames (Nouvelle-Zélande)
Pour les articles homonymes, voir Thames.
Thames est une ville au sud-ouest de la péninsule Coromandel dans l'île du Nord en Nouvelle-Zélande.
Elle est  située sur la Firth of Thames fermée par l'embouchure de la rivière Waihou. La ville est le siège du district de Thames-Coromandel. 
La ville a vu le jour lors d'une ruée vers l'or et sa population a atteint le chiffre de 18 000 habitants en 1868. En 2024, elle avoisine le chiffre de 7 200 habitants.

## Histoire

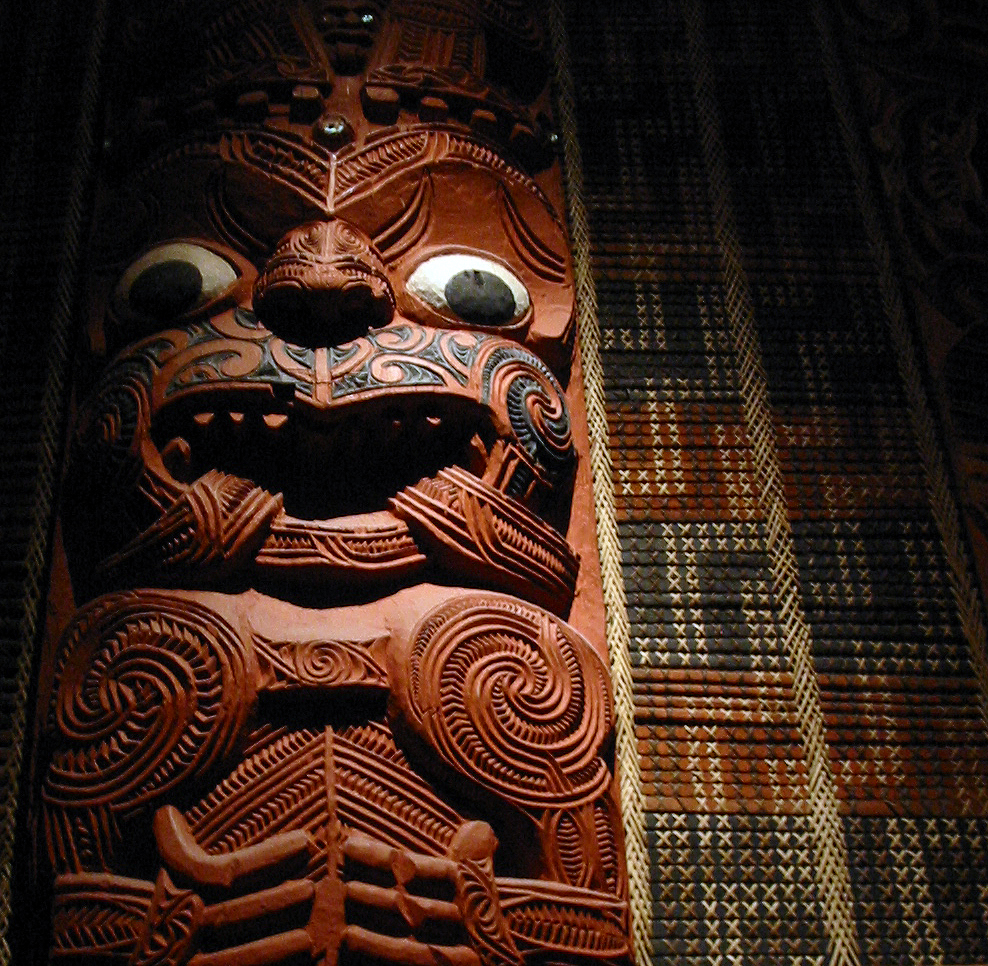
Poupou (mur postérieur) de Hotunui

Initialement la ville est issue de l'Iwi (capitale) du peuple Maori Ngāti Maru, qui étaient des descendants de Marutuahu fils de Te Ngako. ""Ngāti Maru"" était une partie de la confédération "Ngati Marutuahu", qui rassemblait des tribus, mieux connue comme l'Iwi "Hauraki".  
Par la suite, de nombreux peuples Maori ont migré vers Thames à la période de son apogée, et elle devint bientôt la deuxième cité de Nouvelle-Zélande (la plus importante étant alors Dunedin puis Auckland). Toutefois, quand l'or devint rare, le nombre des habitants commença à stagner. Bien que la ville de Thames n'ait jamais périclité, elle n'a jamais grandi non plus. C'est toujours la ville la plus importante de la péninsule de Coromandel. La population en 2006 était de 6 756 personnes, en augmentation de 51 personnes depuis 2001. 

### Origine
Thames fut formée initialement de deux villes historiques, Grahamstown et Shortland, desquelles persistent de nombreux bâtiments originaux. Shortland constituait le sud de Thames et fut fondée le 27 juillet 1867 quand James Mackay, un commissaire civil pour le district d'Hauraki, conclut un accord avec les Māori locaux. Les terres furent louées en vue d'activités minières  pour la somme de 5 000 Livres par an, une somme colossale pour le milieu du XIXe siècle. Cet accord sécurisait les droits concernant les ressources minières locales, ce qui aboutit à la création de la société " Thames Goldfield " un 1er août. La location des terres pour une aussi énorme somme d'argent entraîna une grande jalousie de la part de toutes les autres tribus Maori .
Grahamstown fut fondée l'année suivante au nord  de la ville actuelle de Thames, approximativement à un mile de Shortland. Les deux villes fusionnèrent en 1874 après que le siège de la société "Goldfield" s'implanta à Grahamstown. Shortland ne prit de l'importance qu'au tournant du siècle quand la plaine d'Hauraki fut développée par la mise en culture et que la gare de" Shortland Railway " fut ouverte.

### La ruée vers l'or
La ville fut initialement construite pendant la ruée vers l'or, avec la première découverte importante de l'or, qui eut lieu le 10 août 1867 par William Hunt, dans le courant de la rivière Kuranui à l'extrémité nord de la ville de Thames. La mine produisit plus de 102 353 onces en lingot et fut connue comme le "Shotover". La période allant de 1868 à 1871 fut celle des années "bonanza" pour la ville avec la production d'or, qui plafonna à un million de livres sterling. Le chiffre officiel de la production des mines de Thames enregistra un champ de 2 327 619 once d'or pour une valeur de 845 millions de dollars. Les trois champs les plus riches furent ceux de Manukau, de Golden Crown et les mines de Calédonie, mais de nombreux champs atteignirent des quantités presque équivalentes. Vers la fin du XIXe siècle, Thames était le centre démographique le plus important de la population de la Nouvelle-Zélande avec 18 000 habitants, plus de cent hôtels et trois théâtres en 1868. Pendant une certaine période, on pensa qu'elle pouvait remplacer Auckland comme ville principale de l’île du Nord.

### La maison commune
Les terrains concernés par les mines d'or autour de Thames appartenaient à des Maoris ; une part importante étaient le bien de Ngāti Maru rangatira, le chef Rapana Maunganoa et la famille Taipari. En 1878, quand Wiremu Hōterene Taipari épousa une femme de l'awa Ngati de la tribu Whakatāne, les sculpteurs du clan Ngāti arrivèrent à Thames et construisirent une grande maison à Pārāwai. Il a été dit incorrectement qu'il s'agissait d'un cadeau de mariage pour le couple alors qu'en réalité le père de Wiremu avait payé pour une autre "whare" (maison commune), qui fut vendue au gouverneur général de l'époque. Quand le père de Wiremu retourna pour prendre possession de la whare, le chef Ngati Awa chief s'excusa et dit qu'il en voudrait une autre pour le mariage entre Wiremu Taipari et sa sœur. La maison, nommée Hotunui en l'honneur d'un ancêtre important Ngāti Maru, qui siège actuellement au Mémorial de la guerre d'Auckland.

## Gouvernement local
La zone fut initialement contrôlée par le Conseil municipal d'Auckland. À la fin de 1871, lors d'une réunion publique à Grahamstown, une résolution fut exprimée :
Ceci est l'opinion de la réunion : il est souhaitable qu'un Conseil municipal soit institué à Thames.
De ceci résultat la constitution du comité de la municipalité de Thames Municipality Committee au début de 1872. Le Conseil de Thames fut publié en novembre 1873. Le premier Conseil Municipal fut élu en mars 1874. Comme c'était l'habitude à cette époque, les conseillers municipaux votèrent unanimement pour le centre pour être le maire. William Davies fut la seule personne proposée et élue pour ce rôle en avril 1874.
Au total, 24 maires se sont succédé au Conseil Municipal de Thames. En 1975, le Conseil de Thames fusionna avec celui du Comté de Coromandel, duquel sortit le District de Thames-Coromandel. Dès lors, ce rôle fut celui du maire de Thames-Coromandel.

## Économie

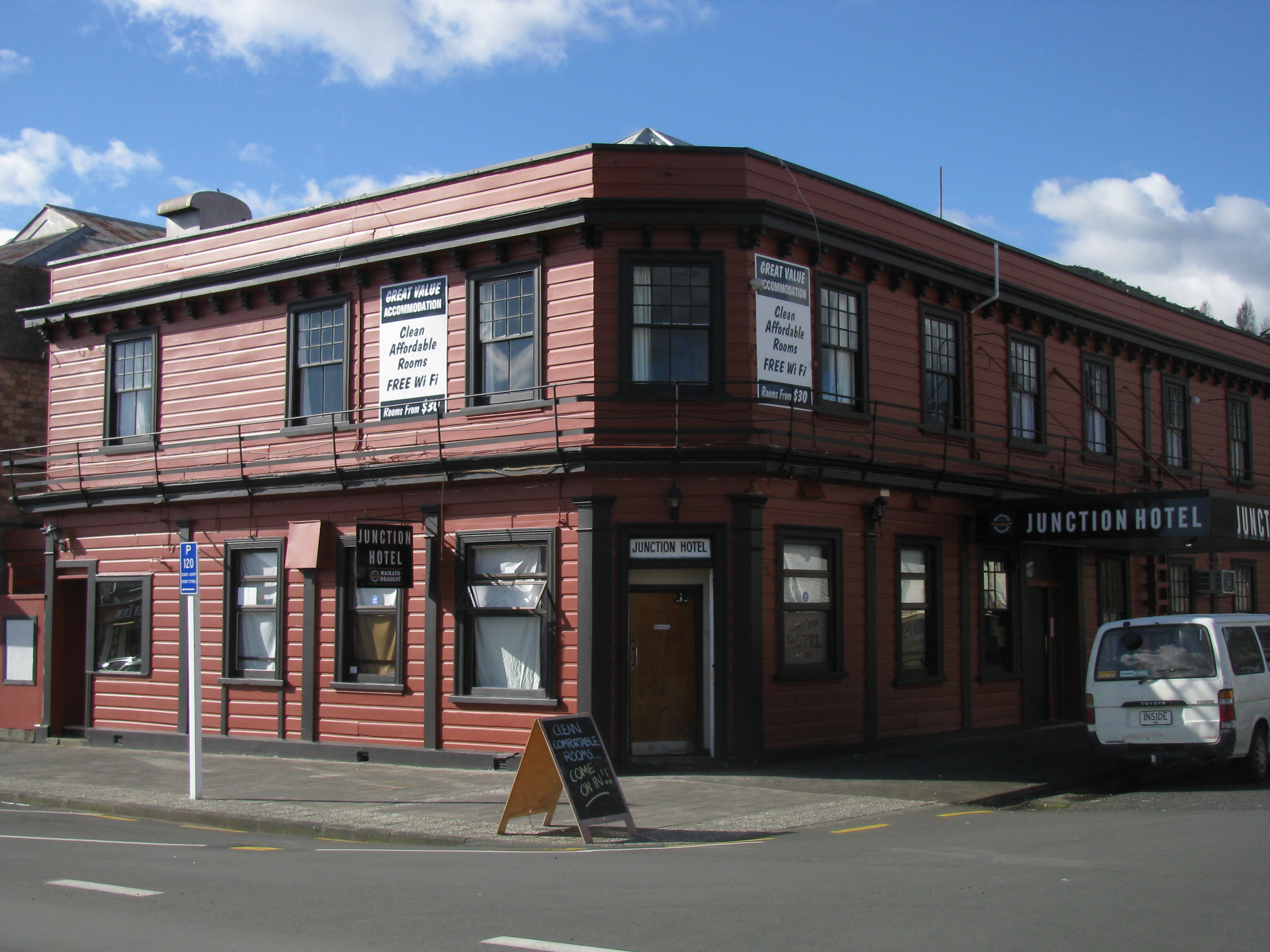
Junction Hotel, l'un des assez nombreux bâtiments historiques qui restent intacts dans la ville de Thames

L'hôpital de Thames est l'un des plus anciens encore en activité en Nouvelle-Zélande, construit en 1860. Les Māori qui possédaient les terrains furent gratifiés par la Ngāti Maru rangatira Rapana Maunganoa. Un nouveau centre médical et des améliorations le complètent depuis 2008, et une nouvelle maternité a ouvert en septembre 2011.